# Chalcédonisme
Le chalcédonisme est une doctrine christologique englobant les Églises et les théologiens chrétiens qui acceptent la définition donnée au concile de Chalcédoine (451) concernant la liaison entre la nature divine et humaine de Jésus-Christ. 
Bien que la plupart des Églises chrétiennes modernes soient chalcédoniennes, entre le Ve et le VIIIe siècle, l'ascendance du christianisme chalcédonien n'était pas encore assurée. Les disputes dogmatiques soulevées lors du synode conduisirent au « schisme chalcédonien » et à la formation d'un corps d'Églises non-chalcédoniennes, connues sous le nom d'Églises orthodoxes orientales ou Églises des trois conciles. Les cinq Églises chalcédoniennes : Rome, Constantinople, Alexandrie, Antioche et Jérusalem, furent organisées sous Justinien II au concile in Trullo sous le nom de Pentarchie.
La majorité des chrétiens arméniens, syriens, coptes et éthiopiens refusèrent la définition chalcédonienne, formant les Églises des trois conciles. Cependant, certains Arméniens (en particulier en Cappadoce et dans la région pontique de l'Empire byzantin), acceptèrent les décisions du concile de Chalcédoine et prirent part à des polémiques contre l'Église apostolique arménienne. Les Églises de tradition syriaque, orthodoxes ou catholiques de rite grec, sont également chalcédoniennes.

## Liste
Les Églises qui reconnaissent le concile de Chalcédoine et qui peuvent donc être appelées chalcédoniennes sont :
- l'Église catholique ;
- l'Église vieille-catholique ;
- l'Église orthodoxe ;
- l'Église vieille-orthodoxe ;
- la Communion anglicane ;
- les Églises luthériennes.